# Russische Fußballnationalmannschaft (U-16-Junioren)
Die russische U-16-Fußballnationalmannschaft ist eine Auswahlmannschaft russischer Fußballspieler. Sie unterliegt der Verantwortung des Rossijski Futbolny Sojus und repräsentiert den Verband auf der U-16-Ebene in Freundschaftsspielen gegen die Auswahlmannschaften anderer nationaler Verbände. Spielberechtigt sind Spieler, die ihr 16. Lebensjahr noch nicht vollendet haben und das russische Bürgerrecht besitzen. Für die Spielberechtigung ist das Alter am 1. Januar des jeweiligen Kalenderjahres maßgeblich.

## Geschichte
Bis zur Auflösung der Sowjetunion und des bis Sommer 1992 unter dem Dach der Gemeinschaft Unabhängiger Staaten fortgeführten Spielbetriebs liefen die russischen Juniorennationalspieler im Rahmen der sowjetischen U-16-Nationalmannschaft auf. Bis zu einer Regeländerung der UEFA bezüglich des Stichtages (vom 1. August auf den 1. Januar eines Jahres) im Jahr 2001, in deren Folge die bestehenden U-16-Wettbewerbe konsistent zur Praxis bei der FIFA seit 1991 auf die Altersklasse U-17 umgestellt wurden, nahm die russische Juniorenauswahlmannschaft an den Kontinentalwettbewerben der UEFA teil. Die russischen U-16-Junioren bestreiten seither lediglich Freundschaftsspiele und nehmen an Einladungsturnieren teil, so etwa am UEFA Development Tournament.
Bei insgesamt neun Teilnahmen an der Qualifikation für eine U-16-Europameisterschaft erreichte die russische U-16-Nationalmannschaft sieben Mal die Endrunde. Drei Mal erreichte sie dabei das Viertelfinale.

## Europameisterschaften
| - 1993: Vorrunde - 1994: Viertelfinale - 1995: Vorrunde - 1996: nicht qualifiziert - 1997: nicht qualifiziert | - 1998: Vorrunde - 1999: Vorrunde - 2000: Viertelfinale - 2001: Viertelfinale → seither U-17-Europameisterschaft |